# 강영천 효자문
강영천 효자문(姜永天 孝子門)은 대한민국 경기도 가평군 북면 적목리 논남부락에 있는 효자문이다. 1986년 6월 19일 가평군의 향토문화재 제5호로 지정되었다.

## 개요
효자 강영천은 진주강씨로 3세 때 부친을 여의고 홀어머니 연일정씨와 함께 살던 중 7세 때 모친이 병으로 몸져 눕게 되었다. 나이는 비록 어렸으나 효성이 지극하였던 영천은 병든 어머니의 수발을 들던 중 병이 악화되어 정신을 잃자 자신의 손가락을 문지방에 깨트려 피를 내어 입에 흘려놓고 쓰러지고 말았다. 어머니가 깨어나 피를 흘리며 쓰러진 어린아들을 발견하여 정성껏 간호한 끝에 깨어날 수 있었다. 정문앞에 걸린 "효자업무강영천지문각 강희 39년 경진3월15일입"이라 새겨진 현판으로 보아 이 효자문은 숙종 26년(1700년 3월 15일)에 건립 했음을 알 수 있다. 본래의 건물은 290년 가까이 세월이 흐르는 동안 멸실된 것을 1987년도에 복원한 것이다.

## 참고 문헌
- 강영천효자문 - 가평군 - 관광명소